# Italia (dirigibile)
L'Italia fu un dirigibile militare italiano, del tipo semirigido, costruito allo Stabilimento Costruzioni Aeronautiche di Roma con la denominazione N-4 e completato nell'ottobre del 1927 su progetto dell'ingegnere e Generale del Genio della Regia Aeronautica Umberto Nobile.
Con convenzione del 6 dicembre 1927, il Ministero dell'Aeronautica mise a disposizione della Reale Società Geografica Italiana l'aeronave, nell'ambito di una spedizione scientifica al Polo Nord ideata, promossa e comandata dallo stesso Nobile. Il dirigibile fu quindi battezzato con il nome Italia, riprendendo il nome dell'Aeronave Italia, il primo dirigibile italiano progettato da Almerico da Schio di circa 1000 metri cubi di idrogeno, circa 20 volte delle aeronavi guidate da Nobile nel 1926 e nel 1928, cioè il "Norge e l' "Italia". Il dirigibile lasciò l'hangar di Ciampino il 19 marzo 1928 per partire poi il 15 aprile dall'hangar di Baggio. Il successivo 25 maggio, dopo aver raggiunto il Polo, l'Italia precipitò sul pack, perdendo sui ghiacci polari parte della navicella di comando con 10 uomini dell'equipaggio, mentre altri 6 rimasero intrappolati all'interno dell'involucro che andò disperso con il suo carico umano. Dei sei uomini e del dirigibile non si seppe più nulla. La tragedia dell'Italia pose fine all'impiego operativo dei dirigibili militari italiani.

## Storia

### Il dirigibileItaliae la spedizione
La spedizione del dirigibile "Italia" rappresentò, nelle intenzioni di Umberto Nobile, il seguito naturale della trasvolata polare artica da lui compiuta nel 1926 con il dirigibile Norge insieme con Roald Amundsen, Lincoln Ellsworth. Questa trasvolata aveva dimostrato l'efficacia del dirigibile come mezzo di esplorazione, ma dal punto di vista scientifico e cartografico non aveva portato molti risultati: restavano infatti 4 milioni di km² inesplorati nelle regioni artiche. Umberto Nobile incominciò a pensare a una nuova spedizione non appena il Norge terminò la sua trasvolata in Alaska, ben prima che emergessero le rivalità tra il dirigibilista italiano e l'esploratore norvegese Roald Amundsen sui rispettivi meriti per la trasvolata del dirigibile N-1 denominato Norge.
Nobile pensava di utilizzare un nuovo dirigibile semirigido, l'N-5, con capacità di gas tre volte superiore rispetto a quella del Norge, ma non riuscì a ottenere i fondi per il suo completamento e tantomeno l'autorizzazione a compiere la nuova impresa. La produzione italiana di dirigibili militari, infatti, subiva, già da anni, contrazioni a favore di quella degli aeroplani a causa della fragilità che il loro impiego bellico aveva dimostrato nella Grande Guerra. Sulla scia di questo orientamento, alla fine del 1927, il Sottosegretario di Stato per la Regia Aeronautica Italo Balbo era contrario a nuovi investimenti nel settore dei dirigibili militari, preferendo dedicarli al settore degli aeroplani. Già da alcuni anni, inoltre, erano nati contrasti personali tra Nobile e altri esponenti della Regia Aeronautica italiana, tra questi, in particolare, il Generale Giuseppe Valle. Questi sollevò dubbi sulle doti di pilotaggio di aeronavi possedute da Nobile, a seguito di un incidente avvenuto il 14 aprile del 1924 con il dirigibile N-1 a Ciampino che aveva provocato la morte di due soldati e di un operaio.
Dopo le insistenze di Nobile, si raggiunse un compromesso: la spedizione sarebbe stata realizzata sotto l'egida e la gestione amministrativa della Reale Società Geografica Italiana con il concorso della Regia Aeronautica che avrebbe messo a disposizione il dirigibile N-4, l'utilizzo dello Stabilimento Costruzioni Aeronautiche di Roma, il comandante e capo della spedizione Umberto Nobile e parte dell'equipaggio tecnico per il funzionamento dell'aeronave.
Per le spese correnti, il Generale riuscì a ottenere fondi offerti da alcuni industriali, in particolare della stampa, e da privati della città di Milano riuniti in un Comitato finanziatore che pensava di rientrare nei costi attraverso la vendita dei diritti giornalistici. Con l'aiuto del Sottosegretario Giuseppe Sirianni, Nobile ottenne il sostegno della Regia Marina che mise a disposizione parte dell'equipaggio per la navigazione del dirigibile (ufficiali di rotta e radiotelegrafisti), l'intero sistema di comunicazioni radiotelegrafiche e la nave appoggio, con l'intero suo equipaggio, della Città di Milano, una vecchia nave posacavi opportunamente riadattata il cui comando venne affidato al Capitano di Fregata Giuseppe Romagna Manoja. La Regia Marina affidò al Comandante Romagna anche un nutrito programma di ricerche scientifiche (di fisica terrestre, di mareografia e di mappatura dei fondali e delle coste) che furono sviluppate in collaborazione con l'Istituto Idrografico della Marina ottenendo buoni risultati. Per gestire le emergenze, Umberto Nobile richiese l'appoggio di idrovolanti presso la Baia del Re, ma Italo Balbo rifiutò questa concessione poiché riteneva inadatti gli idrovolanti italiani ai voli polari; egli suggerì a Nobile di rivolgersi ai Paesi artici per organizzare gli eventuali soccorsi, ma ciò non fu fatto. Nobile ottenne comunque un piccolo drappello di otto Alpini alle dipendenze del Capitano Gennaro Sora. Agli Alpini si aggiunsero anche alcuni giovani universitari del S.U.C.A.I. (Studenti Universitari Club Alpino Italiano) tra i quali Gianni Albertini e Sergio Matteoda. Appoggi arrivarono anche dal Vaticano, tanto che l'equipaggio fu accolto in udienza da Papa Pio XI prima della partenza della spedizione.

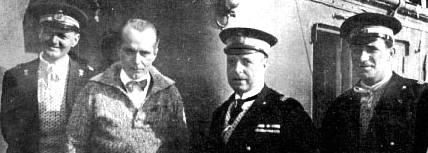
Quattro componenti della spedizione di Umberto Nobile (da sin.): il navigatore Adalberto Mariano, il cap. Nobile, il comandante della nave appoggio Città di Milano, Giuseppe Romagna e l'altro navigatore Filippo Zappi. Foto del maggio 1928 a bordo della nave Città di Milano.

Pur mantenendo la stessa struttura del precedente dirigibile N-1 (telaio a traliccio da poppa a prua a formare una sorta di chiglia per l'involucro, gondola di comando solidale con la travatura reticolare del telaio e 3 motori a eliche spingenti, 2 montati a coppia a metà lunghezza e uno verso la coda), l'N-4 presentava una capacità di sollevamento superiore e altre migliorie introdotte dall'esperienza del Norge. Nobile poté contare su materiali più adatti ordinati appositamente per la nuova aeronave, mentre per il Norge aveva dovuto fare affidamento sui materiali già disponibili presso lo Stabilimento di Costruzioni Aeronautiche di Roma.
L'N-4 presentava inoltre una copertura in stoffa gommata rinforzata rispetto al Norge, e il telaio a traliccio presentava un doppio rivestimento per proteggere il metallo dai "proiettili di ghiaccio" che avevano afflitto la precedente aeronave durante il volo artico. I proiettili di ghiaccio erano piccoli agglomerati di neve e ghiaccio che si formavano sulla copertura del dirigibile e, quando se ne distaccavano, venivano accelerati dal flusso delle eliche. Inoltre era stata prevista una cupola d'osservazione e una speciale catena di palle di bronzo del peso di circa 400 kg che poteva essere utilizzata come ancora. Nobile infatti sperava di poter fermare il dirigibile in posizione sopra il polo e di far scendere due esploratori tramite un verricello. I cambiamenti introdotti da Nobile nella struttura dell'aeronave non piacquero al suo collaboratore l'ing. Felice Trojani, secondo il quale il dirigibile era diventato più debole e fragile, quindi esposto a pericoli di cedimento strutturale.

#### L'organizzazione aerea e navale, il sistema radiotelegrafico
Al termine delle attività di preparazione, la spedizione poteva contare, a differenza di quella precedente, su un sistema organizzativo tutto italiano che aveva i suoi punti di forza sul dirigibile Italia, sulla nave appoggio Città di Milano con circa 200 persone a bordo (tra equipaggio e ospiti) e su una base operativa a Ny Aalesund, piccolo centro minerario della Baia del Re alle Isole Svalbard. A Ny Aalesund furono riutilizzati il pilone di ormeggio e l'hangar utilizzati dal Norge. Novità assoluta (per quei tempi) dell'impresa era costituita da un sistema di collegamenti radiotelegrafici a grande distanza, che prevedeva l'utilizzo sperimentale delle onde corte oltre alle tradizionali onde medie e onde lunghe. Gli impianti furono appositamente studiati dalla Regia Marina  sulla base di precedenti applicazioni nelle comunicazioni intercoloniali. Le nuove tecnologie della comunicazione tenevano in costante contatto la nave appoggio, il dirigibile e la stazione radiotelegrafica di Roma San Paolo lungo tutto il percorso di oltre 4.000 chilometri della spedizione. Artefici del sistema radiotelegrafico furono i comandanti Giuseppe Pession e Gino Montefinale che si avvalsero della collaborazione del Capitano Ugo Baccarani e del Tenente Francesco Buzzacchino. Agli impianti radiotelegrafici principali furono aggiunte anche alcune stazioni radio campali, dotate di alimentazione autonoma, che fecero parte del carico della nave Città di Milano. Una di queste, particolarmente alleggerita e funzionante solo ad onde corte e per questo chiamata Ondina, fu caricata sull'aeronave in sostituzione del tradizionale sistema di soccorso della radio di bordo che, invece, avrebbe dovuto operare sulle onde medio-lunghe, secondo le convenzioni in vigore a quel tempo. Nelle intenzioni di Nobile, questa stazione radio doveva servire ad attrezzare il campo di osservazioni scientifiche sulla superficie polare.

#### Gli accordi con la stampa
Prima della partenza, il Comitato finanziatore di Milano, attraverso la mediazione del giornalista del Corriere della Sera Cesco Tomaselli, aveva ottenuto da Nobile e, quindi, dalla Reale Società Geografica Italiana, di organizzare un esclusivo servizio stampa per la spedizione. Si trattava un piano di comunicazione che, attraverso l'utilizzo dello speciale sistema di radiotelegrafia della spedizione, avrebbe consentito di sfruttare a fini giornalistici le notizie della spedizione; a tale scopo erano stati stipulati diversi contratti di esclusiva con le principali Agenzie di stampa mondiali.

#### Il programma e i risultati scientifici
Per realizzare gli obiettivi scientifici della spedizione, Nobile ottenne la collaborazione di istituti scientifici italiani e stranieri, che fornirono la strumentazione necessaria.
Il programma di ricerche copriva geografia, geofisica, gravimetria, meteorologia, oceanografia, studio del magnetismo terrestre e della propagazione delle onde elettromagnetiche. Inoltre vennero previsti studi sulle Diatomee della baia del Re. La morte di Malmgren e di Pontremoli, la perdita degli strumenti e di parte della documentazione non consentì di valorizzare pienamente i risultati ottenuti. Vennero comunque verificati il principio secondo cui la ionizzazione dell'atmosfera decresce al crescere dell'aria e la sterilità dell'aria nelle regioni polari. La permanenza presso la Tenda Rossa, inoltre, offrì la possibilità di studiare la deriva dei ghiacci.

##### Equipaggio e membri della spedizione
Umberto Nobile formò il gruppo degli uomini che sarebbero stati direttamente ai suoi comandi. Essi furono messi sotto contratto dalla Reale Società Geografica Italiana secondo diversi ruoli.
L'equipaggio era così composto:
- Personale militare:
  - Generale Umberto Nobile, comandante della spedizione. Sopravvissuto.
  - Capitano di corvetta Adalberto Mariano, comandante in seconda[41]. Sopravvissuto.
  - Capitano di corvetta Filippo Zappi, navigatore. Sopravvissuto.
  - Tenente di Vascello Alfredo Viglieri, navigatore/idrografo. Sopravvissuto.
  - Sottotenente Ettore Arduino, capo motorista. Disperso con l'involucro dell'Italia.
  - Maresciallo Attilio Caratti, motorista. Disperso con l'involucro dell'Italia.
  - Marconista Giuseppe Biagi. Sopravvissuto.
  - Marconista Ettore Pedretti. Non presente a bordo al momento dell'incidente.
- Personale tecnico civile dello Stabilimento Costruzioni Aeronautiche di Roma:
  - Ing. Felice Trojani, progettista e timoniere di quota. Sopravvissuto.
  - Capotecnico principale Natale Cecioni. Sopravvissuto.
  - Capo operaio motorista Vincenzo Pomella[42]. Morto nell'impatto.
  - Attrezzatore timoniere Renato Alessandrini. Disperso con l'involucro dell'Italia.
  - Motorista Calisto Ciocca. Disperso con l'involucro dell'Italia.
- Personale scientifico:
  - dott. František Běhounek, fisico, direttore dell'Istituto Radio di Praga. Sopravvissuto
  - dott. Finn Malmgren, meteorologo, geofisico e docente presso l'Università di Uppsala. Morto durante il tentativo di raggiungere i soccorsi a piedi.
  - prof. Aldo Pontremoli, ordinario di fisica sperimentale e teorica dell'Università di Milano. Disperso con l'involucro dell'Italia.
- Giornalisti aggregati alla spedizione[43]:
  - Cesco Tomaselli del Corriere della Sera. Non presente a bordo al momento dell'incidente.
  - Ugo Lago del Popolo d'Italia. Disperso con l'involucro dell'Italia.

Diversi membri della spedizione del Norge si ritrovarono per la spedizione dell'Italia: Ettore Arduino, Attilo Caratti, Natale Cecioni, Vincenzo Pomella, Renato Alessandrini e il meteorologo svedese Finn Malmgren. Anche Felice Trojani, pur non avendo fatto parte di quell'equipaggio, aveva dato il suo contributo alla precedente spedizione: l'hangar a cielo aperto era infatti un suo progetto. Veterana del precedente volo era anche la fox terrier Titina, inseparabile mascotte di Nobile.

### La Missione Artica

#### Gli obiettivi scientifici e geografici
Il progetto della missione artica polare del Generale Umberto Nobile era quello effettuare almeno 3 voli esplorativi a scopo scientifico e geografico, e conquistare effettivamente il Polo Nord., facendo di nuovo riferimento alla base approntata presso la Baia del Re, attigua al villaggio di Ny-Ålesund nell'isola di Spitsbergen, nell'Arcipelago delle Isole Svalbard, in modo da riuscire a coprire tutte le diverse aree geografiche non ancora esplorate dell'Oceano e del pack Artico.
La missione polare aveva come obiettivo concreto quello di riuscire a sbarcare degli uomini proprio al Polo Nord geografico, mediante una speciale piattaforma calata sul pack, al fine di poter effettuare tutta una serie di rilievi e prelievi scientifici.
Il viaggio fu preparato con estrema attenzione scegliendo solo materiali di qualità ed attrezzature più avanzate dell'epoca; furono caricati, tra l'altro, 270 kg di strumentazioni e di materiali scientifici. Al Polo Nord, Il Gen. U. Nobile, Pontremoli, Malmgren e Mariano sarebbero scesi sul pack per montare una speciale tenda al cui interno sarebbe stata installata una stazione radio e rifornita di razioni alimentari ed in seguito effettuare osservazioni, campionature e misurazioni.

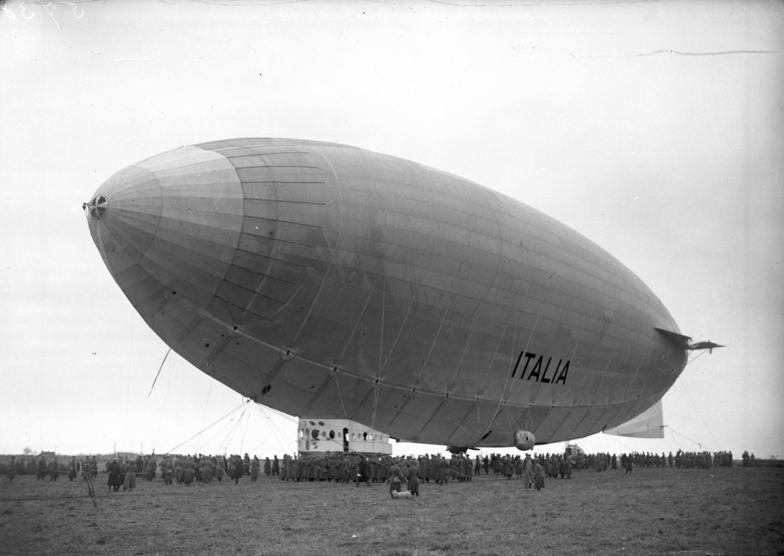
L'Italia atterrato a Stolp

#### Il volo di trasferimento – 19 marzo/6 maggio 1928
Il Dirigibile Italia partì dall'Aeroporto di Roma-Ciampino il 19 marzo 1928 alle ore 9 raggiungendo il largo di Civitavecchia per compiere dei test di ancoraggio e discesa in mare. Verso sera giunse a La Spezia e poi a Genova da cui iniziò la salita per superare il Monte Giovi, da cui poi raggiungerà Milano, facendo scalo a Baggio (Milano) alle ore 7, da dove ripartì il 15 aprile 1928 all'1:55.
Alle prime luci dell'alba l'Italia si trovò sulla verticale di Padova ed alle ore 6 sopra Venezia, giungendo nel Golfo di Trieste due ore dopo con il tripudio della gente. Superata la dorsale delle Alpi, il dirigibile incontrò un pericoloso fronte nuvoloso riuscendo a scorgere a quota 1500 m la città di Postumia. Proseguì seguendo la Sava diretto verso Zagabria da cui poi in Ungheria sulla verticale dell'aeroporto di Szombately e poi a Sopron e sul Lago di Neusidl a quota 800m, da cui fece rotta Nord per Vienna intravista alle ore 15. Gratz è raggiunta alla quota di 1400 m per superare i Piccoli Carpazi, ma a causa del forte maltempo dovette far rotta per Breslavia per proseguire poi per l'aeroporto di Stolp, atterrando all'Aerostazione situata a Sedding a Nord di Jeseritz Il 16 aprile 1928 alle ore 7:50 locali, il dirigibile Italia fece tappa tecnica per i rifornimenti e le manutenzioni, ripartendo il 3 maggio 1928 alle ore 3:24 alla volta di Vadso sulla costa nord orientale della Norvegia dopo una sosta di 17 giorni necessaria per effettuare le riparazioni riportate a causa dei danni della grandine alle superfici di controllo.
Ripartito il 3 maggio 1928 alle ore 3:24, il Generale Umberto Nobile, ricevuti i bollettini meteo favorevoli, farà rotta per Vadsø in Norvegia ove era stato approntato dalla Marina Italiana un pilone di ormeggio a cui si agganciò alle ore 9:10 del giorno seguente. Dopo i rifornimenti di benzina ed idrogeno, il Dirigibile Italia mollò gli ormeggi alle ore 20:34 del 5 maggio facendo rotta per l'Isola degli Orsi da cui poi giunse alla Baia del Re il 6 Maggio 1928 alle ore 12:45, attraccando al pilone d'ormeggio, dal quale verrà poi trascinato dentro lo speciale hangar approntato dall'Ing. Felice Trojani, alle ore 20 circa.

#### Il primo volo – 11 maggio 1928
L'11 maggio alle ore 7:55, il Dirigibile Italia decollò per il suo primo volo artico, ma a causa del maltempo abbandonò la rotta Nord da Capo Mitra, per dirigersi verso l'Isola di Moffen, ed infine per la costa Nord-Est della Groenlandia, ma a causa della rottura di un cavo di comando dei piani di quota, subito riparato, si decise di ritornare anche per la difficoltosa trasmissione radiotelegrafica con la nave appoggio Città di Milano, fortemente disturbata dalle trasmissioni radio della stazione di Ny-Ålesund. 
Il primo volo si concluse alle 16:20, dopo sole 8 ore e 25 minuti, che aveva anche provocato la pesante formazione di ghiaccio sui timoni orizzontali di quota.

#### Il secondo volo – 15/18 maggio 1928
Il secondo volo iniziò alle 13:20 del 15 maggio, e durò circa 3 giorni percorrendo 4000 km. L'esplorazione si mosse da Capo Mitra verso Nord-Est sorvolando le isole settentrionali della Terra di Francesco Giuseppe sino a Capo Fligely, arrivando in seguito a lambire la Terra del Nord (o Severnaja Zemlja, allora chiamata Terra di Nicola II) a Capo Vlissinger, costeggiando ad ovest sino a Capo Zhelaniya e Capo Nassau da cui cominciò la rotta di rientro per la Terra di Nord-Est delle Svalbard, terminando alla Baia del Re, raggiunta alle ore 9:15, riuscendo ad attraccare alle ore 10:20. In totale vennero esplorati 48000 km² di regioni sconosciute in 69 ore. In questa missione vennero compiuti rilievi cartografici su queste regioni, dimostrata l'inesistenza della Terra di Gillis ed effettuate rilevazioni sulla Terra del Nord–Est in cui venne evidenziata l'assenza di ghiacciai. Inoltre venne provato lo scandaglio acustico di tipo Behm per misurare le profondità marine. Fu anche rettificata la posizione dell'Isola Grossa.

#### Il terzo volo e l'incidente – 23/25 maggio 1928
L'obiettivo del terzo volo, che iniziò alle 4:28 del 23 maggio, era quello di raggiungere il Polo Nord, facendo rotta per Capo Bridgman al limite del Mare di Wandel nel Nord-Est della Groenlandia raggiunto alle ore 6:40.
Cronologia degli eventi:
- 0:24 (24 maggio): L'Italia raggiunge il polo. Il volo, durato 19 ore e 52 minuti fu tranquillo ed agevolato in questa fase da possenti venti di coda. A causa del tempo in peggioramento non fu però possibile lasciare una squadra sul posto. Il raggiungimento del Polo rappresentò anche un momento di festeggiamenti. Tra gli alalà al generale Nobile furono lanciati sul Polo una bandiera italiana, il gonfalone della città di Milano, la croce lignea donata da papa Pio XI, il medaglione della Madonna del Fuoco di Forlì. Furono inoltrati messaggi radio al Papa, al Re e al Duce, mentre in sottofondo un grammofono suonava "Giovinezza" e "Le Campane di San Giusto". La croce donata dal Papa era in realtà destinata a essere piantata sul pack, ma nell'impossibilità di fermarsi l'equipaggio la lanciò sui ghiacci[60].
- 2:20: Inizia la fase di rientro. I venti di coda, che avevano agevolato l'andata, ora creavano gravi problemi. Nobile calcolò una possibile durata del rientro, stimandola in quaranta ore; l'idea del comandante prevedeva di seguire una rotta attraverso il Polo e di raggiungere la baia di Mackenzie. Il meteorologo della spedizione Finn Malmgren, prevedendo incessanti venti a prua, sconsigliò questa rotta e consigliò di ritornare indietro verso la Baia dei Re. Malmgren era certo di trovare lungo la strada una zona di venti più calmi, ma le sue previsioni erano errate: dopo 24 ore di burrasca a prua e nebbia impenetrabile, l'Italia era ancora a metà del percorso. Strati di ghiaccio iniziarono a formarsi sulle eliche, che sparavano le durissime schegge contro l'involucro. Pur forzando i motori e raddoppiando il consumo di combustibile la velocità rimaneva bassa[61].
- 8:15 (25 maggio): Il marconista Biagi invia un messaggio alla nave appoggio: "Vi sento forte. Se tardo ho motivo"[62]. Nobile stimò la posizione dell'aeromobile a 100 miglia dall'isola di Moffin[63]. La sua stima era totalmente sbagliata: l'Italia si trovava a quasi 200 miglia ad est dall'isola[64].
- 9:25 (25 maggio): Il timone di quota, appesantito dal ghiaccio, si bloccò in posizione di discesa. L'Italia era fortemente appruato e a soli 250 m dal suolo[65]. A questo punto Nobile fece fermare i motori, e ordinò a Cecioni di filare la catena-zavorra che si trovava a prua. Viglieri, con l'aiuto di Cecioni, sbloccò il timone, l'aeronave risalì fino ai 1100 metri di quota[66].
- 9:55: Nobile ordinò di mettere in marcia il motore di centro e quello di sinistra. L'aeronave venne riportata alla quota di 300 metri, apparentemente senza danni.
- 10:00: Dalle misurazioni apparve che il vento era diminuito, cosicché non era necessario mettere in marcia il terzo motore. Con la visibilità del sole Mariano e Zappi determinarono le coordinate della posizione del dirigibile, Nobile si propose di trasmetterle via radio successivamente e si impegnò in ulteriori misurazioni[67].
- 10:27: il radiotelegrafista Biagi chiese un controllo radiogoniometrico alla nave appoggio la quale eseguì la trasmissione e rimase in attesa (invano) della risposta[68].
- 10:30: Cecioni avvertì il pericolo dicendo "siamo pesanti". La coda della nave si era abbassata improvvisamente di 8 gradi. Nobile ordinò di accelerare i due motori in funzione e di far partire il terzo nell'intento di sostenere dinamicamente l'aeronave, ma la perdita di quota fu inarrestabile. Al fine di ridurne le conseguenze Nobile diede ordine di fermare i motori (per evitare un incendio nell'urto) e di mollare la catena-zavorra. Cecioni non riuscì però a sciogliere o tagliare la cima che tratteneva la catena la quale si impigliò nel ghiaccio sottostante come un'ancora[69]. Biagi lasciò la radio e cercò di recuperare l'antenna per salvarla, nessun S.O.S. fu lanciato[70].
- 10:33: Prima la poppa del dirigibile e poi la navicella di comando del dirigibile urtarono la superficie ghiacciata. La navicella si sfasciò nell'impatto sul lato destro, mentre l'involucro del dirigibile resistette. Nello schianto furono sbalzati a terra dieci uomini: Nobile, Mariano, Behounek, Trojani, Viglieri, Pomella, Biagi, Zappi, Malmgren, Cecioni[71]. Tra i superstiti, subirono ferite Nobile, che ebbe fratture a una gamba e a un braccio, Cecioni, che ebbe una gamba fratturata, e Malmgren, che riportò una ferita a una spalla[72].Pomella, invece, decedette poco dopo per emorragia interna (al momento dell'impatto i nove superstiti si trovavano nella navicella di comando, mentre Pomella nella gondola del motore di coda). I restanti sei membri dell'equipaggio rimasero intrappolati nell'involucro del dirigibile, il quale, alleggerito, lentamente riprese quota e scomparve alla vista. I superstiti osservarono dal pack che Arduino guardava atterrito giù dalla passerella del motore di sinistra[73] mentre l'involucro dell'aeronave proseguiva la sua corsa verso est[74]. Con l'impatto della navicella di comando, si era sparso sul pack parte del materiale, tra cui una tenda da campo dove i naufraghi trovarono riparo, la stazione radio campale sulle onde corte costituita da un apparato ricevitore, un apparato trasmittente e dalle batterie necessarie al loro funzionamento[75], strumenti per la misurazione delle coordinate di posizione e i rifornimenti che erano stati preparati per gli esploratori che si sarebbero dovuti fermare al polo[76]: tutto ciò consentì agli uomini di sopravvivere sui ghiacci per quasi due mesi fino all'arrivo dei soccorsi.

L'involucro del dirigibile con i 6 uomini ancora a bordo non fu mai ritrovato. La posizione dell'impatto fu calcolata a 81° 14' latitudine nord, 25° 25' longitudine est, a circa 250 km dalla base italiana di Ny Aalesund alle isole Svalbard a circa 30 miglia dall'Isola di Carlo XII. I naufraghi si trovavano su di un lastrone di ghiaccio alla deriva che si spostava continuamente lasciando intravedere talvolta le isole di Foyn e di Broch. Sulla sorte dell'involucro dell'Italia e dei sei uomini rimasti a bordo si fecero diverse ipotesi. Infatti, Biagi, Trojani e gli altri superstiti riferirono che circa mezz'ora dopo l'incidente, si vide una colonna di fumo all'orizzonte, segno che il dirigibile poteva essere precipitato e aver preso fuoco o che forse il fumo era un'ultima segnalazione degli altri membri dell'equipaggio. Nobile ritenne che il fumo fosse dovuto all'incendio di benzina dopo l'urto del dirigibile sul pack.

#### Possibili cause dell'incidente
Le cause dell'incidente restano tutt'oggi dibattute. Nobile stesso non riuscì a dare una spiegazione, ma ipotizzò tre cause concomitanti: le incrostazioni di ghiaccio, una perdita di gas a poppa per l'apertura automatica di alcune valvole e, infine, una lacerazione dell'involucro dovuta alla rottura di un tubo dell'armatura.
Sia Nobile che Trojani e i sopravvissuti al disastro, durante la permanenza sul pack e successivamente, cercarono una spiegazione tecnica logica. Ne trovarono oltre 11, ma nessuna di esse sembrava plausibile e poté essere mai dimostrata. Citiamo, tra le ipotesi, quella che la causa dell'appesantimento dell'aeronave fosse dovuta alle lacerazioni prodotte a seguito della rimozione, con attrezzi poco adatti e scarponi chiodati, della neve dall'involucro prima della partenza dell'aeronave.
Sulle cause dell'incidente si soffermò la perizia tecnica del Generale del Genio Aeronautico Gaetano Arturo Crocco, pioniere della costruzione dei dirigibili italiani e mentore di Nobile nei suoi anni giovanili, che fu inserita negli atti dell'inchiesta governativa che fu condotta tra il 12 novembre 1928 e il 27 febbraio 1929 per chiarire i fatti della spedizione. Ascoltate tutte le testimonianze dei naufraghi, Crocco concluse che l'incidente fosse dovuto ad errori di manovra del Generale Nobile. Contro la relazione di Crocco si sollevarono diverse contestazioni. In particolare, Nobile e Crocco continuarono a scontrarsi sulle pagine della Rivista Aeronautica nel 1945, ma ognuno rimase sul proprio parere.
Una recente analisi di fonti memorialistiche ha ipotizzato che la fatica operazionale abbia avuto un importante ruolo nell'incidente. Infatti, al momento dell'incidente il gen. Nobile, per sua stessa ammissione, era rimasto sveglio per almeno 72 ore consecutive e poco prima dello schianto diede una serie di ordini inefficaci, associabili ad uno stato di fatica operazionale. È noto dalla letteratura specialistica che la privazione del sonno compromette proprio gli aspetti di funzionamento cognitivo necessari per comandare in volo, specialmente in condizioni difficili. La mancata scelta del comandante in seconda è stata probabilmente la ragione principale della deprivazione di sonno di Nobile.

### La Tenda Rossa e le operazioni di soccorso
Tra i materiali recuperati vi era una stazione radio da campo ad onde corte composta da un ricevitore inglese Burndept e da un trasmettitore costruito appositamente dalla Regia Marina denominato Ondina 33 perché avrebbe dovuto funzionare, secondo il regolamento fissato prima della partenza, sulla lunghezza d'onda di 33 metri. Biagi attivò la stazione radio con l'aiuto degli altri naufraghi e lanciò un primo breve S.O.S., ma non poté continuare a causa di un guasto al trasmettitore; riprese il giorno dopo. Dal 28 maggio aggiunse al messaggio di soccorso anche le coordinate dell'accampamento; inoltre, pensando, insieme a Nobile, di migliorare le comunicazioni, cambiò la lunghezza d'onda convenuta con la nave appoggio portandola su quella di 32 metri della Stazione radiotelegrafica di Roma San Paolo e aggiunse la frase "rispondete via IDO (nome in codice della stazione di Roma) 32". Il cambiamento del protocollo di comunicazione, le precarie condizioni di funzionamento della radio da campo, la particolare propagazione delle onde corte e l'uso spregiudicato delle stazioni radio alla base italiana di Ny Aalesund da parte dei giornalisti, impedirono a lungo il collegamento. Solo il 9 giugno la stazione radio della nave Città di Milano poté intercettare le coordinate dei naufraghi. Quel giorno, sulla tenda, progettata per 4 persone e destinata alla eventuale discesa e breve permanenza sul pack, venne tracciato un reticolo di colore rosso con l'anilina destinata alle rilevazioni altimetriche al fine di farla riconoscere dagli aerei dei soccorritori. La luce continua dell'estate artica fece però svanire il colore in pochi giorni, ma l'appellativo di Tenda Rossa era ormai cristallizzato nelle memorie.
Per il salvataggio dei sopravvissuti la nave appoggio Città di Milano si mobilitò per prima. Il 25 maggio Il Comandante Romagna Manoja lanciò l'allarme, chiese soccorsi e il 27 maggio si mobilitò verso le coste di Nord-Est delle Isole alla ricerca dell'aeronave. In seguito si aggiunsero mezzi navali, aerei e terrestri provenienti da Italia, Francia, Germania, Finlandia, Norvegia, Svezia e URSS. Gli sforzi internazionali, poco coordinati tra loro, presero vigore e divennero efficaci solo dopo l'intercettazione delle coordinate della posizione dei naufraghi. Ci vollero 49 giorni prima che tutti i superstiti dell'Italia e alcuni dei soccorritori che non erano riusciti a far ritorno alle loro basi venissero salvati. Nove soccorritori perirono nelle loro ricerche, e tra questi anche il famoso Roald Amundsen, disperso con il suo idrovolante Latham 47 nel corso delle operazioni.

#### Principali mezzi specificatamente impegnati nelle ricerche dei naufraghi del dirigibile
L'elenco è tratto dalla parte terza " Le opere di soccorso" della relazione della "Commissione d'Indagine per la spedizione dell'aeronave Italia" al quale si aggiungono gli studi fatti in seguito da Ovidio Ferrante, da Felice Trojani, da George Simmons e da Fred Goldberg. Non si tiene conto dei mezzi che furono impegnati per le ricerche dell'aereo di Amundsen dopo la sua scomparsa avvenuta il 18 giugno del 1928 e nemmeno dei mezzi messi a disposizione da privati svedesi, francesi, tedeschi e statunitensi che non riuscirono ad operare o il cui apporto non ebbe alcuna rilevanza.
- Italia:
  - Nave appoggio Città di Milano (al comando di Giuseppe Romagna Manoja);
  - Piroscafo norvegese Hobby (al comando di Kristian Johansen) richiesto da Romagna Manoja e noleggiato dal Governo italiano;
  - Baleniera Braganza (al comando del Capitano Svendsen) richiesta da Romagna Manoja e noleggiata dal Governo italiano;
  - Cani e slitte degli Alpini al comando di Gennaro Sora;
  - Cani e slitte del gruppo SUCAI (associazione universitaria legata al CAI) composto da Gianni Albertini e Sergio Matteoda;
  - Idrovolante Savoia-Marchetti S.55, pilotato da Umberto Maddalena;
  - Idrovolante Dornier Wal Marina II pilotato da Pier Luigi Penzo;
  - Idrovolante Dornier Wal Marina I pilotato da Ivo Ravazzoni (quasi sempre impiegato nelle ricerche di Amundsen);
  - Due Idrovolanti Macchi M18 pilotati da Pier Luigi Penzo e Tullio Crosio.
- Finlandia:
  - Aereo monomotore Junkers F13 Turku al comando del pilota Airmaster Lihr[106].
- Francia:
  - Idrovolante Latham 47 pilotato da René Guilbaud. Dell'equipaggio di 6 persone faceva parte Roald Amundsen.
- Norvegia:
  - Idrovolante Hansa Brandenburg Maake 36 pilotato da Hjalmar Riiser Larsen e (in alternanza) da Finn Lutzov-Holm[107];
  - Idrovolante Hansa Brandenburg Maake 38 pilotato da Finn Lutzov-Holm[107];
  - Cani e slitte con la guida di Rolf Tandberg e Hilmar Nois;
  - Cani e slitte con la guida di Josef Van Dongen (olandese) e Ludvig Varming (danese).
- Svezia:
  - Nave Tanja;
  - Due idrovolanti HE-5 Hansa Brandenburg 255 e 257 pilotati da Egmont Tornberg e da Bengt Jacobsson;
  - Fokker CVD 31[108] pilotato da Einar Lundborg;
  - Biplano de Havilland Moth pilotato da Birger Schyberg;
  - Nave Quest al comando di Ludolf Schelderup;
  - Aereo trimotore Junkers G 24 Uppland SAABG pilotato da Viktor Nilsson.
- URSS:
  - Rompighiaccio Malyghin al comando di Vladimir Wiese; a bordo fu imbarcato un aereo Junkers J13 pilotato da Mikhail Babuschkin;
  - Rompighiaccio Krassin al comando di Karl Pavlovich Eggi; a bordo fu imbarcato un trimotore Junkers pilotato da Boris Ciuknowski (Tjuchnovski).

#### Cronologia delle principali operazioni di soccorso
La cronologia è tratta dal libro di Umberto Nobile "L'Italia al Polo Nord" e dalla parte terza della Relazione dell'Inchiesta governativa del 1928-29 che vengono integrati da altri documenti e libri indicati nelle note.
- 25 maggio: il comandante della nave Città di Milano il Capitano Giuseppe Romagna Manoja chiede soccorsi alla Norvegia per il tramite della legazione diplomatica italiana di Oslo[112].
- 26 maggio: a richiesta di Giuseppe Romagna Manoja fu noleggiata dal governo italiano la baleniera norvegese Hobby[113].
- 27-30 maggio: la nave Città di Milano compie una crociera di soccorso fino a Capo Nord, ma è costretta a tornare indietro per impossibilità di affrontare la banchisa, riesce tuttavia a sbarcare i Sucaini Gianni Albertini e Sergio Matteoda con la guida Valdemar Kramer e gli Alpini Giuseppe Sandrini e Silvio Pedrotti che avviano le ricerche con cani e slitte.
- 28 maggio: il Comandante Romagna noleggia anche la baleniera norvegese Braganza[114].
- 29 maggio: il secondo radiotelegrafista della spedizione, Ettore Pedretti, a bordo della Città di Milano intercetta un frammento di messaggio, che in primo momento ritiene possa essere di Biagi, ma non essendo sicuro non trascrive la provenienza che solo successivamente si rivelò corretta[115].
- Finn Malmgren abbatte un orso polare che si era avvicinato all'accampamento; i naufraghi possono così rifornirsi di cibo.
- 30 maggio: la deriva del pack porta i naufraghi in visibilità delle Isole di Foyn e di Broch. Mariano e Zappi sono convinti di poterle raggiungere a piedi, Nobile non riesce a dissuaderli. Malmgren si unisce a loro, e perirà nell'impresa.
- 3 giugno: un radioamatore sovietico, Nikolaj Schmidt della provincia di Arcangelo, raccoglie la parte iniziale dell'SOS lanciato dai superstiti del dirigibile, ma non le coordinate della posizione dei naufraghi, anzi fornisce indicazioni errate; la notizia viene ampiamente diffusa sui giornali e provoca nuovi sforzi da parte di Biagi e da parte dei radiotelegrafisti della nave Città di Milano, comandati dal Capitano Ugo Baccarani, per allacciare il collegamento[116].
- 4 giugno: il Sottosegretario della Regia Marina Giuseppe Sirianni sottrae a Nobile (ancora il capo della spedizione, ma in difficoltà per la sua condizione di naufrago) il comando delle operazioni e le affida al Capitano Giuseppe Romagna Manoja che prende a dirigere i soccorsi italiani. La spedizione di Umberto Nobile cessa formalmente[117].
- 5 giugno: il pilota norvegese Luetzow Holm effettua il primo volo in cerca del dirigibile.
- 9 giugno: dopo un primo contatto avvenuto il 7 giugno, la stazione radio della nave Città di Milano riesce ad intercettare le coordinate dell'accampamento dei naufraghi[118]. Da questo momento i soccorsi riprendono forza ed efficacia.
- 13 giugno: partenza del rompighiaccio sovietico Malyghin da Arcangelo.
- 15-16 giugno: Malmgren collassa per assideramento. Il suo corpo non verrà mai ritrovato[119].
- 15 giugno: partenza del rompighiaccio sovietico Krassin da Leningrado. Il comando è affidato a Karl Eggi. A bordo, a capo della squadra di soccorso, c'è il professor Rudol'f Lazarevič Samojlovič[120].
- 18 giugno:
  - arrivo alla base italiana di Ny Ålesund dell'idrovolante Savoia-Marchetti S.55 pilotato da Umberto Maddalena.
  - Partenza da Trömso dell'idrovolante francese Latham 47 con a bordo Roald Amundsen e Leif Dietrichson. Il tentativo si tramuta in un disastro: scompaiono in mare Amundsen, Dietrichson e gli altri 4 uomini dell'equipaggio francese. Si mobilita una imponente operazione internazionale di ricerca dell'aereo.
  - Il Capitano degli Alpini Gennaro Sora, l'ingegnere esploratore Lodovico Varming e la guida Sjef Van Dongen organizzano una spedizione con slitte e cani per cercare Malmgren, Mariano e Zappi[121]. Varming è costretto a fermarsi in un rifugio a causa di una oftalmia. Sora e Van Dongen verranno recuperati stremati il 14 luglio dagli idrovolanti svedesi e dall'idrovolante finlandese[122].
- 19 giugno: primo volo di Maddalena da Ny Ålesund in cerca dei superstiti.
- 20 giugno: Maddalena sul suo idrovolante localizza i superstiti con l'aiuto di una radio da campo simile a quella utilizzata da Biagi predisposta dal Capitano Ugo Baccarani[123] e sgancia i primi rifornimenti. Molto materiale va perduto durante l'impatto sul ghiaccio.
- 22 giugno: gli idrovolanti di Maddalena, di Penzo e due idrovolanti svedesi lanciano ulteriori rifornimenti, stavolta con successo[124].
- 23 giugno: il pilota svedese Einar Lundborg riesce ad atterrare e porta in salvo Nobile. In seguito vi furono molte polemiche per il salvataggio del comandante che contravveniva alle consuetudini dei naviganti.
- 24 giugno: Nobile viene trasportato sulla nave Città di Milano alla Baia di Virgo. Lundborg riparte per andare a recuperare Cecioni. Questa volta, l'aereo ha un incidente nell'atterraggio e il pilota è intrappolato sulla banchisa assieme ai superstiti dell'Italia. Le operazioni sono sospese in attesa dell'arrivo di un aereo più leggero in grado di atterrare sul ghiaccio[125].
- 3 luglio: il rompighiaccio Krassin subisce un danno alle eliche a nord delle Svalbard. Umberto Nobile telegrafa a Samoilovich pregandolo di non abbandonare le ricerche.
- 6 luglio: l'aereo svedese de Havilland Moth pilotato da Birger Schyberg recupera Lundborg, ma non si arrischia ad effettuare altri atterraggi per recuperare gli altri superstiti[126].
- 10 luglio: il trimotore Junkers del Krassin, pilotato da Boris Ciucknovsky, avvista il gruppo Mariano, ma è costretto dalla nebbia ad atterrare presso le Sette Isole. Il velivolo resta ivi bloccato.
- 12 luglio: il rompighiaccio sovietico Krassin raccoglie all'alba Mariano e Zappi. Alle 20:00 dello stesso giorno avvista la Tenda Rossa e poco dopo inizia il recupero dei superstiti. Il Segretario del PCI Palmiro Togliatti scrive al Segretario generale del Comintern Nikolaj Ivanovič Bucharin chiedendo di intercedere presso l'equipaggio del Krassin affinché chiedesse a Nobile la liberazione di Antonio Gramsci, incarcerato dal regime fascista in Italia già da due anni[127].
- 13 luglio: i soccorritori Sora e Van Dongen, ormai stremati, sono recuperati dall'isola di Foyn da due idrovolanti svedesi e da quello finlandese.
- 15 luglio: il Krassin recupera l'equipaggio dello Junkers di Ciuknowsky, che nel frattempo era stato raggiunto dalla spedizione della baleniera Braganza.
- 1º agosto: la nave Michael Sars riconosce uno dei galleggianti dell'aereo di Amundsen[128] che è stato recuperato il 31 agosto al largo delle coste settentrionali della Norvegia dalla nave Brodd[129].
- 16 agosto - 5 settembre: la baleniera Braganza, noleggiata dall'Italia, compie ulteriori ricerche del dirigibile "italia" con l'ausilio di due aerei Macchi 18 giunti dall'Italia,
- 15 settembre: la nave Città di Milano riparte definitivamente da Ny Ålesund per il porto di La Spezia.
- 22 settembre: anche il Krassin cessa le ricerche e riparte per Leningrado.
- 29 settembre: l'idrovolante Marina II cade sulla via del ritorno in patria presso la città francese di Valente; muoiono il pilota Pier Luigi Penzo, il Tenente Tullio Crosio e il radiotelegrafista Giuseppe della Gatta.

Il bilancio delle vittime della spedizione del dirigibile "Italia" salì così a 17, contando i 6 uomini dispersi con l'involucro dopo l'incidente, il motorista Pomella morto durante l'impatto della navicella, il meteorologo Malmgren perito nel tentativo di salvarsi con una marcia sui ghiacci, i 9 uomini degli aerei di Amundsen e di Penzo. Nel 1929 si aggiunse un'ultima vittima: la guida alpina Giulio Guedoz.

### Le operazioni di ricerca italiane del 1929: la "spedizione Albertini"
Abbandonate le operazioni di ricerca ufficiali, un anno dopo la sciagura una nuova spedizione fu attrezzata per cercare i dispersi dell'Italia nella speranza che fossero ancora vivi.
La nuova spedizione ebbe il finanziamento privato dei senatori Silvio Crespi, Senatore Borletti, Giuseppe Bevione e del commendator Francesco Luigi Merli; ebbe inoltre l'approvazione di Mussolini e finanziamenti del Partito Fascista, oltre che un contributo economico privato di papa Pio XI. Il comando fu affidato all'ingegner Gianni Albertini, il quale partì con la baleniera Heimen-Sucai da Bergen il 15 maggio del 1929 e fece ritorno a Tromso il 5 ottobre 1929. Durante la spedizione perse la vita la guida alpina di Courmayeur Giulio Guedoz.

### Le ultime ricerche del dirigibile
La ricerca del relitto dell'aeronave e dei resti della spedizione, interrottasi de facto all'inizio degli anni Trenta, si ripropone oggi come possibile in forza del notevole sviluppo delle tecnologie di ricerca e del sempre più ampio ritiro dei ghiacci a causa del cambiamento climatico. Nell'estate 2018, nel quadro delle iniziative per il 90º anniversario dei voli dell'Italia, la spedizione di ricerca e comunicazione scientifica PolarQuest 2018 ha dedicato una parte delle proprie operazioni ad una visita sui luoghi della caduta del dirigibile e dell'epopea dei soccorsi. Tale spedizione ha previsto l'impiego del natante ecosostenibile NANUQ ed è stata diretta da Paola Catapano (project leader) e da Peter Gallinelli (skipper) con un equipaggio di ricercatori ed esperti di comunicazione. PolarQuest 2018 ha, in particolare, condotto la prima ricognizione sonar “mirata” di una delle possibili aree di presenza del relitto del dirigibile. I dati sono attualmente in fase di elaborazione.
Una seconda spedizione, denominata Airship Italia Search Expedition 2018, diretta da Simone Orlandini, avrebbe dovuto svolgersi nello stesso periodo con l'impiego della goletta MEA LUX. A causa di una grave avaria della stessa, verificatasi durante il viaggio di avvicinamento alle Svalbard, le operazioni previste non hanno avuto luogo.

## Memorabilia
Dal Dirigibile Italia e dalla spedizione di Nobile del 1928 prende il nome la Base artica Dirigibile Italia, stazione di ricerca italiana situata a Ny-Ålesund.

### Cimeli ed opere
In alcuni musei in Italia e in Europa sono conservati diversi cimeli e opere a ricordo della spedizione:
- Presso il Museo nazionale della scienza e della tecnologia di Milano è conservata la Tenda Rossa.
- Presso il Museo tecnico navale della Spezia è conservata la stazione radio da campo del dirigibile "Italia".
- Presso il Museo dell'Artico e dell'Antartico di San Pietroburgo sono conservati numerosi resti del dirigibile.
- Presso il Museo dell'aeronautica Gianni Caproni di Trento è conservata la pelliccia dell'orso polare ucciso da Finn Malmgren.
- Presso il Museo delle esplorazioni polari Fram di Oslo è presente un'ampia esposizione permanente con 76 foto relative all'ultimo volo dell'Italia a cura del Norwegian Polar Institute.
- Presso il Santuario della Madonna del Divino Amore a Roma è conservato il quadro ex voto per grazia ricevuta con la cuffia della radio usata nel Polo Nord del marconista Biagi, la cui iscrizione situata sotto il quadro recita: «Cuffia prodigiosa del radiotelegrafista Biagi che per grazia della Madonna del Divino Amore salvò da terribile morte i naufraghi caduti sui ghiacci del polo dal dirigibile della disgraziata spedizione Nobile».
- Presso il North Pole Expedition Museum di Longyearbyen alle Svalbard, è conservata documentazione e materiale d'epoca relativo alle 3 spedizioni polari intraprese in dirigibile, quella del dirigibile America (Wellman Chicago Record Herald Polar Expedition) nel 1907-1909, del dirigibile Norge (Amundsen-Ellsworth-Nobile Transpolar Flight) nel 1926 e del dirigibile Italia nel 1928, nonché relativa alle spedizioni di soccorso nella Terra di Nord-Est, nelle Isole Svalbard. Memorabilia relativi al salvataggio di Umberto Nobile sono: il documento che elenca i costi della spedizione (quasi tutti pagati da privati: 1,4 milioni di lire per i materiali, 1,9 milioni per il personale e 500 000 lire per l'assicurazione); la lettera del 19 marzo, Anno VI, a Sua Eminenza il Cavalier Benito Mussolini, nella quale si chiede rispettosamente di intervenire sul Consorzio Assicurazioni Aeronautico per abbassare il costo della polizza, giudicato esorbitante; e il telegramma inviato da Nobile il 25 giugno, un giorno dopo essere stato salvato, nel quale chiede che le sue due assicurazioni vengano estese anche alle operazioni di salvataggio dei compagni - che non compirà mai - e presenta denuncia dei suoi infortuni, alla quale seguirà «rapporto medico» (solo nell'ultima riga annuncia che invierà «appena possibile» un rapporto sull'incidente)[135].
- Presso il Museo storico dell'Aeronautica Militare di Vigna di Valle sono presenti numerosi cimeli e riproduzioni in scala affidati al museo dai superstiti, oltre alla cagnetta Titina impagliata. Annesso al museo, il Centro di Documentazione "Umberto Nobile" conserva altri cimeli delle spedizioni polari, la biblioteca personale e gli archivi di Nobile.
- Presso il museo dedicato a Umberto Nobile nel suo paese natale a Lauro sono conservati gli indumenti dei sopravvissuti e alcuni oggetti della spedizione.
- Presso le Isole Svalbard è presente un monumento dedicato alla spedizione costruito nel 1963 in Italia a cura dall'associazione aeronautica di Adro (BS) e trasportato successivamente a Ny-Ålesund (luogo da dove ebbe inizio la terza spedizione verso il Polo nord). Il 31 maggio 2009 fu inaugurato ad Adro l'unico monumento presente in Italia, voluto dalla stessa associazione.
- In una delle sale adiacenti ai camminamenti di ronda della Basilica della Santa Casa di Loreto è contenuta l'effige della Vergine che Umberto Nobile avrebbe stretto a sé nel momento della caduta: il cimelio fu donato alla cattedrale marchigiana dallo stesso Nobile in onore della Madonna lauretana, protettrice degli aviatori.
- Nella città di Tromsø, all'indirizzo Mellomvegen, 144, esiste un monumento dedicato ad Umberto Nobile e al dirigibile Italia.

### Citazioni cinematografiche
- Nel 1969 uscì il film La tenda rossa di Michail Konstantinovič Kalatozov, che ricostruisce le vicende dell'incidente e dei successivi soccorsi in modo abbastanza fedele, salvo qualche licenza narrativa.
- Nel film L'uomo dei cinque palloni di Marco Ferreri, il protagonista gonfia un pallone a forma di dirigibile, con il nome Italia ben visibile, fino a farlo scoppiare.
- Nel film Fantozzi di Luciano Salce vengono citati Umberto Nobile e la cagnetta Titina in una scena comica in cui il protagonista si perde tra i ghiacci in una pista da sci. La citazione contiene tuttavia un errore, perché Fantozzi si rivolge al "marconista Zappi", mentre Zappi era il navigatore. Il marconista era Giuseppe Biagi.
- La storia del dirigibile Italia è accennata nel film d'animazione norvegese del 2022 Titina.